# Командный чемпионат СССР по спидвею 1975

## Высшая Лига
| М | Команда                  | Матч | Очки |
| - | ------------------------ | ---- | ---- |
| 1 | «Турбина», г. Балаково   | 20   | 34   |
| 2 | «Башкирия», г. Уфа       | 20   | 24   |
| 3 | «Жигули», г. Тольятти    | 20   | 20   |
| 4 | «Сибирь», г. Новосибирск | 20   | 18   |
| 5 | «Нева», г. Ленинград     | 20   | 10   |
| 6 | «Восток», г. Владивосток | 20   | 6    |

## Первая лига, класс «А»
| М | Команда                    | Матч | Очки |
| - | -------------------------- | ---- | ---- |
| 1 | «Локомотив», г. Даугавпилс | 20   | 34   |
| 2 | «Автомобилист», г. Донецк  | 20   | 28   |
| 3 | «Радуга», г. Ровно         | 20   | 24   |
| 4 | «Карпаты», г. Львов        | 20   | 8    |
| 5 | «Кузбасс», г. Кемерово     | 20   | 6    |
| 6 | «Масис», г. Ереван         | 20   | 4    |

## Первая лига, класс «Б»

### Финал
| М | Команда                    | Матч | Очки |
| - | -------------------------- | ---- | ---- |
| 1 | «Центр», г. Москва         |      |      |
| 2 | «Салават», г. Салават      |      |      |
| 3 | «Тайфун», г. Элиста        |      |      |
| 4 | «Вятка», г. Вятские Поляны |      |      |

### 1 зона
| М | Команда                     | Матч | Очки |
| - | --------------------------- | ---- | ---- |
| 1 | «Центр», г. Москва          | 24   | 41   |
| 2 | «Тайфун», г. Элиста         | 24   | 39   |
| 3 | «Лтава», г. Полтава         | 24   | 30   |
| 4 | «Электрон», г. Черкесск     | 24   | 16   |
| 5 | «Восход», г. Вознесенск     | 24   | 14   |
| 6 | «Грузия», г. Тбилиси        | 24   | -24  |
| 7 | «Колос», ст. Новопавловская | 24   | -24  |

### 2 зона
| М | Команда                    | Матч | Очки |
| - | -------------------------- | ---- | ---- |
| 1 | «Салават», г. Салават      | 16   | 29   |
| 2 | «Вятка», г. Вятские Поляны | 16   | 16   |
| 3 | «Урал», г. Стерлитамак     | 16   | 14   |
| 4 | «Урожай», г. Мелеуз        | 16   | 10   |
| 5 | «Нефтяник», г. Октябрьский | 16   | 9    |

## Медалисты
| «Турбина», г. Балаково | Вл. Гордеев, Вал. Гордеев, В.Калмыков, В.Кубанов, В.Никипелов, А.Миклашевский, А.Ухов, С.Дюжев, С.Денисов, В.Жидов, Л.Наумов, В.Панькин, А.Чуйкин |
| «Башкирия», г. Уфа     | М.Старостин, Н.Корнев, Г.Куриленко, А.Сухов, Ш.Нигматуллин, О.Рахимов, И.Токмаков, Ю.Николаев, Н.Кизимов, З.Гафуров, Р.Кашапов, А.Халявин         |
| «Жигули», г. Тольятти  | Н.Дубровин, А.Гаголин, Ф.Исмаилов, И.Сибирев, В.Харченко, М.Гусев, В.Зотов, А.Бондаренко, В.Козлов, В.Симако, С.Коршунов                          |